# أسعد دياب
أسعد حسين دياب (1938 - 3 فبراير 2010)، قاضٍ وأكاديمي لبناني. رأس المحكمة العسكرية سابقاً، كما رأس الجامعة اللبنانية، وكان عضواً في المجلس الدستوري. كرَّمته الجامعة اللبنانية بإطلاق «مكتبة الدكتور أسعد دياب الحقوقية الرقمية» في قاعة كمال جنبلاط في كلية الحقوق والعلوم السياسية والإدارية، الفرع الأول في مجمع الحدث الجامعي، في عام 2017.

## عن حياته
درس دياب الحقوق في جامعة القديس يوسف وتخرج فيها في العام 1962، وأثناء دراسته وبسبب الوضع المادي المتردي لعائلته اضطر إلى العمل بموازاة الدراسة الجامعية بغية تأمين أقساطها المرتفعة، فتوظّف مراقباً في إدارة الجمارك التي بقي فيها أربع سنوات. 

## نشاطه
انتمى دياب إلى الجسم القضائي في العام 1964، وتدرج في معهد الدروس القضائية، وخلال فترة تعيينه مديراً للمعهد نال شهادة دكتوراه دولة في الحقوق على أطروحة أعدها بعنوان «ضمان عيوب المبيع الخفية»، وأتبع هذه الأطروحة التي نشرها في كتاب على حدة بمجموعة مؤلفات قانونية هي «السجل العقاري والتحديد والتحرير، والتأمينات العينية، والعقود الخاصة»، فضلاً عن عشرات المقالات والمحاضرات.
وقد زاول التدريس الجامعي في كلية الحقوق والعلوم السياسية والإدارية في الجامعة اللبنانية في الفرعين الأول والخامس في مدينتي بيروت وصيدا بدءاً من عام 1978 ولغاية عام 2000، وفي معهد الدروس القضائية بين العامين 1978 و1992، وفي جامعة بيروت العربية في العامين 1989 و1990، وفي المدرسة الحربية بين العامين 1979 و1981. وخلال فترة حياته حصل على مناصب وعضويات عدة:
- عضوية محكمة التجارة في بيروت بين العامين 1966 و1968.
- عضوية محكمة البداية الناظرة في الأمور المالية والعقارية بين العامين 1968 و1970.
- قاضياً عقارياً بين العامين 1971 و1973.
- مستشاراً في محكمة الجنايات في لبنان الشمالي في العام 1973.
- رئيس محكمة بداية وقاضي تحقيق في طرابلس في آن معاً بين العامين 1973 و1978.
- مدير معهد الدروس القضائية بين العامين 1978 و1984.
- قاضي تحقيق عسكري بين العامين 1978 و1991.
- رئيس معهد الدروس القضائية بين العامين 1984 و1992.
- رئيس محكمة المصارف الخاصة بين العامين 1991 و1992.
- عين وزيراً في الحكومة مرتين:
  - في 16 أيار / مايو 1992 عين وزيراً للمال في عهد الرئيس إلياس الهراوي في حكومة الرئيس رشيد الصلح.
  - في 26 تشرين الأول / أكتوبر 2000 عين وزيراً للشؤون الاجتماعية في عهد الرئيس إميل لحود في حكومة الرئيس رفيق الحريري.
- في عام 2009 عُيّن عضواً في المجلس الدستوري، واستمر بعضوية المجلس حتى وفاته.

## مؤلفاته
لدياب العديد من الكتابات والأعمال والمقالات والمحاضرات في مواضيع قانونية شتى، ومن مؤلفاته:
- ضمان عيوب المبيع الخفيّة
- السجل العقاري والتحديد والتحرير
- التأمينات العينية
- العقود الخاصة